# Amazing (Inna)
Amazing is een electropopnummer van de Roemeense Inna, van haar muziekalbum Hot.

## Geschiedenis
In eerste instantie verscheen het alleen in Oost-Europa; het beleefde zijn radiodebuut op 6 augustus 2009. De videoclip werd opgenomen in Portugal. Het was Inna's eerste nummer 1-hit in Roemenië. Het was de vierde single in Nederland. Op 9 juni 2010 werd het nummer getest in het programmaonderdeel Maak 't of kraak 't bij Radio 538. In week 23 was het nummer Superclip bij TMF. Op 11 juni 2010 werd Inna's nieuwe single Dancesmash bij 538. Het lied werd ook gebruikt in een reclamespot op de radio voor het automerk Renault.
Amazing werd geschreven door Play & Win en was in eerste instantie bedoeld voor Anca Badiu, een Roemeense zangeres. Play & Win vonden Inna echter een betere zangeres en daarom zong zij het nummer in.
De videoclip van Amazing werd opgenomen in Portugal aan de kust van Sintra omstreeks eind augustus 2009. De clip werd geregisseerd door Tom Boxer.

## Hitnoteringen

### Nederlandse Top 40
| Hitnotering: 26-06-2010 t/m 11-09-2010 | Hitnotering: 26-06-2010 t/m 11-09-2010 | Hitnotering: 26-06-2010 t/m 11-09-2010 | Hitnotering: 26-06-2010 t/m 11-09-2010 | Hitnotering: 26-06-2010 t/m 11-09-2010 | Hitnotering: 26-06-2010 t/m 11-09-2010 | Hitnotering: 26-06-2010 t/m 11-09-2010 | Hitnotering: 26-06-2010 t/m 11-09-2010 | Hitnotering: 26-06-2010 t/m 11-09-2010 | Hitnotering: 26-06-2010 t/m 11-09-2010 | Hitnotering: 26-06-2010 t/m 11-09-2010 | Hitnotering: 26-06-2010 t/m 11-09-2010 | Hitnotering: 26-06-2010 t/m 11-09-2010 | Hitnotering: 26-06-2010 t/m 11-09-2010 |
| Week                                   | 1                                      | 2                                      | 3                                      | 4                                      | 5                                      | 6                                      | 7                                      | 8                                      | 9                                      | 10                                     | 11                                     | 12                                     |                                        |
| -------------------------------------- | -------------------------------------- | -------------------------------------- | -------------------------------------- | -------------------------------------- | -------------------------------------- | -------------------------------------- | -------------------------------------- | -------------------------------------- | -------------------------------------- | -------------------------------------- | -------------------------------------- | -------------------------------------- | -------------------------------------- |
| Nummer                                 | 29                                     | 23                                     | 18                                     | 18                                     | 15                                     | 15                                     | 14                                     | 14                                     | 17                                     | 23                                     | 26                                     | 36                                     | uit                                    |

### NederlandseSingle Top 100
| Hitnotering: 12-06-2010 t/m 11-09-2010 | Hitnotering: 12-06-2010 t/m 11-09-2010 | Hitnotering: 12-06-2010 t/m 11-09-2010 | Hitnotering: 12-06-2010 t/m 11-09-2010 | Hitnotering: 12-06-2010 t/m 11-09-2010 | Hitnotering: 12-06-2010 t/m 11-09-2010 | Hitnotering: 12-06-2010 t/m 11-09-2010 | Hitnotering: 12-06-2010 t/m 11-09-2010 | Hitnotering: 12-06-2010 t/m 11-09-2010 | Hitnotering: 12-06-2010 t/m 11-09-2010 | Hitnotering: 12-06-2010 t/m 11-09-2010 | Hitnotering: 12-06-2010 t/m 11-09-2010 | Hitnotering: 12-06-2010 t/m 11-09-2010 | Hitnotering: 12-06-2010 t/m 11-09-2010 | Hitnotering: 12-06-2010 t/m 11-09-2010 | Hitnotering: 12-06-2010 t/m 11-09-2010 |
| Week                                   | 1                                      | 2                                      | 3                                      | 4                                      | 5                                      | 6                                      | 7                                      | 8                                      | 9                                      | 10                                     | 11                                     | 12                                     | 13                                     | 14                                     |                                        |
| -------------------------------------- | -------------------------------------- | -------------------------------------- | -------------------------------------- | -------------------------------------- | -------------------------------------- | -------------------------------------- | -------------------------------------- | -------------------------------------- | -------------------------------------- | -------------------------------------- | -------------------------------------- | -------------------------------------- | -------------------------------------- | -------------------------------------- | -------------------------------------- |
| Nummer                                 | 69                                     | 45                                     | 65                                     | 45                                     | 46                                     | 53                                     | 32                                     | 23                                     | 39                                     | 44                                     | 49                                     | 55                                     | 50                                     | 72                                     | uit                                    |

### VlaamseUltratop 50
| Hitnotering: 31-07-2010 | Hitnotering: 31-07-2010 | Hitnotering: 31-07-2010 | Hitnotering: 31-07-2010 | Hitnotering: 31-07-2010 | Hitnotering: 31-07-2010 | Hitnotering: 31-07-2010 | Hitnotering: 31-07-2010 | Hitnotering: 31-07-2010 | Hitnotering: 31-07-2010 |
| Week                    | 1                       | 2                       | 3                       | 4                       | 5                       | 6                       | 7                       | 8                       | 9                       |
| ----------------------- | ----------------------- | ----------------------- | ----------------------- | ----------------------- | ----------------------- | ----------------------- | ----------------------- | ----------------------- | ----------------------- |
| Nummer                  | 50                      | 25                      | 29                      | 23                      | 19                      | 26                      | 25                      | 28                      | 40                      |